# Ceilhes-et-Rocozels
Ceilhes-et-Rocozels é uma comuna francesa na região administrativa de Occitânia, no departamento de Hérault. Estende-se por uma área de 27,82 km². Em 2010 a comuna tinha 331 habitantes (densidade: 11,9 hab./km²).